# Всесвятское (Новомосковский район)
Всесвятское (укр. Всесвятське) — село,
Василевский сельский совет,
Новомосковский район,
Днепропетровская область,
Украина.
Код КОАТУУ — 1223281003. Население по переписи 2001 года составляло 602 человека .

## Географическое положение
Село Всесвятское находится на правом берегу реки Самара,
выше по течению на расстоянии в 2,5 км расположено село Василевка,
ниже по течению на расстоянии в 4,5 км расположено село Андреевка.
По селу протекает пересыхающий ручей с запрудой.

## Экономика
- «Отрадное», ООО.
- «Чорнодуб», фермерское хозяйство.
- База отдыха «Сосновый бор».

## Объекты социальной сферы
- Школа I-II ст.